# Garde nationale et nomade du Tchad
La garde nationale et nomade du Tchad (GNNT) est l'une des cinq forces de défense et de sécurité au Tchad (avec l'armée, la gendarmerie, la police et la police judiciaire). Les missions officielles de la GNNT sont « la protection des autorités politiques et administratives, la protection des édifices publics, le maintien de l'ordre en milieu rural et nomade et la garde et la surveillance des maisons d'arrêt »,

## Histoire
La GNNT a été fondée dans les années 1960 sous le nom de garde territoriale, un corps qui remplissait à peu près les mêmes fonctions que la GNNT actuelle : sécurité des fonctionnaires, des bâtiments gouvernementaux et des postes du gouvernement régional, avant d'être rapidement rebaptisé GNNT.
À la différence d'aujourd'hui, la GNNT était alors dominée par les soldats originaires du sud du pays, et ne comptait ainsi que 250 Toubous. Ceci explique le ressentiment des ethnies nordistes contre ce corps qui a mené en 1968 à la destruction de la garnison d'Aozou et la mutinerie des unités Toubou, qui formeront la Deuxième Armée du FROLINAT. Malgré ce revers, le président François Tombalbaye a témoigné beaucoup plus de confiance dans le GNN que dans l'armée ; en 1971, ses effectifs ont été portés à au moins 3 500 hommes, commandés par Camille Gourvenec (en), un officier français qui était également chef des services de renseignement tchadiens et dont l'adjoint était Pierre Galopin.
Lorsque la guerre civile tchadienne s'est étendue au Borkou-Ennedi-Tibesti (BET) en 1968, la GNN s'est trouvée de plus en plus souvent en première ligne contre les insurgés. La confrontation finale entre l'insurrection et les forces armées tchadiennes a eu lieu en 1977-1978, lorsque Goukouni Oueddei, chef d'une faction du Front de libération nationale du Tchad (FROLINAT), a conquis tous les bastions du gouvernement dans le nord du Tchad, infligeant des pertes énormes aux forces armées. La GNN en particulier a subi de lourdes pertes au début de 1978 lorsque Goukouni Oueddei a pris Fada et la capitale du Bourkou-Ennedi-Tibesti, Faya-Largeau. Cette défaite a en pratique détruit la GNN, jusqu'à ce qu'elle soit relancée peu avant 1996 par le président Idriss Déby.

## Organisation
Le GNNT est sous le contrôle du ministre de l'administration territoriale, contrairement à l'armée et à la gendarmerie[réf. nécessaire], qui relèvent du ministre de la défense. 
De 2013 jusqu'au 10 juin 2019, la GNNT est commandée par le général de brigade Mahamat Saleh Brahim, cousin du président Idriss Déby. Son remplaçant est le général Tahir Ahmat Hissein, qui ne reste que 39 jours et est remplacé par le général de brigade Ahmat Goukouni Mourali nommé le 19 juillet 2019, lui-même remplacé le 19 novembre 2019 par le général de division Tahir Youssouf Boy.